# Factis
Factis is de naam van een rubbersurrogaat dat wordt verkregen uit plantaardige olie (zoals raapolie) of visolie.
De olie wordt daartoe gekookt met zwavel of zwavelchloride. Deze stoffen worden toegevoegd in percentages die variëren van 15-20%. Ten gevolge van dit proces treedt een vorm van vulkanisatie op, waarbij een rubberachtige stof ontstaat. Deze stof wordt gewoonlijk nog gemengd met kalk, silica en antioxidanten.
Factis werd onder meer vervaardigd door de firma's Van Hasselt en de nv Chemische Industrie Amsterdam, bij de laatste onder de naam caoutchoucsurrogaat. Ook tegenwoordig wordt factis nog wel aangewend, onder meer bij de vervaardiging van hardgummi voor de fabricage van vlakgom.